# 美術書
美術書（びじゅつしょ）とは、書籍の中でも美術を主題とする書籍の総称。その編集形式はさまざまであるが、写真で作品の詳細を伝えるために大版、高価になるものが多い。

## 出版社
日本
- 求龍堂
- 美術出版社
- 中央公論美術出版
- 京都書院（倒産したが、2020年（令和2年）現在、宮帯出版社が発売元となっている。）
- 東京美術
- 岩波書店（「岩波世界の美術」・「岩波アートライブラリー」などの美術書のシリーズの出版も行っている。）

アメリカ
- Abbeville（アベヴィル）
- Abrams（エイブラムス
- Rizzoli（リゾーリ、リツォーリ）
- MIT Press

イギリス
- Phaidon（ファイドン）
- Thames and Hudson（テームズ・アンド・ハドソン）

ドイツ
- Prestel（プレステル）
- Taschen（タッシェン）
- Du Mont（デュ・モン）
- Schirmer-Mosel（シルマー・モーゼル）

フランス
- Flammarion（フラマリオン）
- Hazan（アザン）
- Marval（マーヴァル）
- Contrejour（コントレジュール）

チェコ
- TORST（トルスト）